# Thần kinh chẩm thứ ba
Khi ở dưới cơ thang, nhánh trong của ngành sau thần kinh sống cổ III cho nhánh mang tên thần kinh chẩm thứ ba (tiếng Anh: third occipital nerve), xuyên qua cơ thang và tận cùng tại da vùng gáy.
Thần kinh nằm phía trong và tiếp nối thần kinh chẩm lớn.

## Ảnh

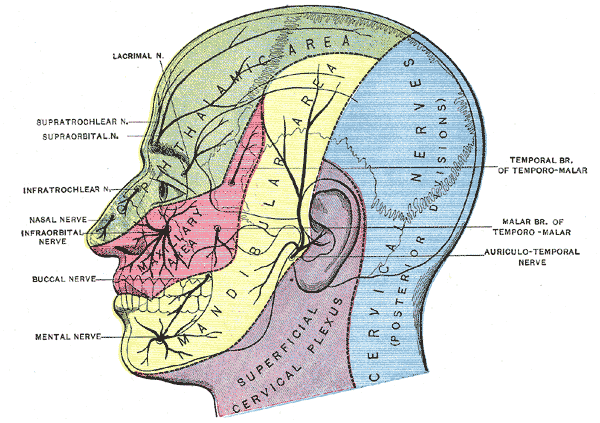
Đốt da vùng mặt